# نیک مور
نیک مور (انگلیسی: Nick Moore) یک کارگردان و تدوین‌گر اهل بریتانیا است.

## فیلم‌شناسی

### کارگردان
- ۲۰۰۸: کودک وحشی
- ۲۰۱۱: Horid Henry: The Movie
- ۲۰۱۴: Pudsey: The Movie

### تدوین
- ۲۰۰۳: در واقع عشق
- ۲۰۰۶: فریدم لند
- ۲۰۱۳: بحث کافیه
- ۲۰۱۴: Finding Fanny
- ۲۰۱۴: اونجوری بامزه است
- ۲۰۱۵: سوخته